# Bunomys prolatus
Bunomys prolatus là một loài động vật có vú trong họ Chuột, bộ Gặm nhấm. Loài này được Musser mô tả năm 1991.